# Songs About My Cats
Songs About My Cats es un álbum de Venetian Snares editado por Planet Mu en 2001.
Este es el primer disco en solitario, propiamente dicho, de Aaron Funk en Planet Mu, al ser el anterior trabajo Making Orange Things una colaboración con el DJ Speedranch.
El álbum fue comercializado en formato CD, LP y MP3.

## Lista de temas
1. "Chinaski" – 4:21
2. "Katzesorge Part 1" – 0:51
3. "Nepetalactone" – 4:27
4. "Poor Kakarookee" – 6:04
5. "For Bertha Rand" – 2:08
6. "Breakfast Time for Baboons" – 3:24
7. "Fluff Master" – 6:12
8. "Bobo" – 3:56
9. "Katzesorge Part 2" – 0:51
10. "Pouncelciot" – 3:10
11. "Kakenrooken Stivlobits" – 4:43
12. "Lioness" – 2:04
13. "Cleaning Each Other" – 3:51
14. "Look" – 0:31